# أبيكو كوانساه
أبيكو كوانساه (بالإنجليزية: Abeiku Quansah)‏ (مواليد 2 نوفمبر 1990 في كوماسي - غانا) لاعب كرة قدم غاني يلعب في مركز المهاجم.

## روابط خارجية
- أبيكو كوانساه على موقع الاتحاد الدولي (مؤرشف)  (الإنجليزية)
- أبيكو كوانساه على موقع اتحاد أوكرانيا (الإنجليزية)
- أبيكو كوانساه على موقع رابطة كرة القدم الفرنسية للمحترفين (الإنجليزية)
- أبيكو كوانساه على موقع إي إس بي إن إف سي (الإنجليزية)
- أبيكو كوانساه على موقع قاعدة بيانات كرة القدم.إي يو (الإنجليزية)
- أبيكو كوانساه على موقع Soccerway.com (الإنجليزية)
- أبيكو كوانساه على موقع عالم كرة القدم.نت (الإنجليزية)